# Shamsher Singh
Pour les articles homonymes, voir Singh.
Shamsher Singh né le 29 juillet 1997, est un joueur de hockey sur gazon indien qui joue comme attaquant. Il a fait ses débuts internationaux pour l'équipe nationale senior lors du Tournoi masculin de hockey sur gazon au Ready Steady Tokyo de 2019,.